# Одметнички бајкерски филм
Одметнички бајкерски филм је филмски жанр који своје ликове приказује као бунтовнике на мотоциклима. Ликови су обично чланови одметничког мотоциклистичког клуба.

## Историја
Одметнички бајкерски клубови формирани су касних 1940-их на Западној обали, након завршетка Другог светског рата. Њихова култура први пут је стекла популарност кроз филм Дивљак (1953) са Марлоном Брандом, који је лабаво заснован на стварним догађајима, попут Холистерских нереда из 1947. године. Након успеха тог филма, уследио је талас нискобуџетних експлоатационих филмова намењених тинејџерској публици, као што су Motorcycle Gang (1957) и The Hot Angel (1958).
Међутим, жанр је заиста процветао средином 1960-их, након што су бајкерски клубови попут Анђела пакла стекли значајну медијску пажњу. Посебно је томе допринела књига Хантера С. Томпсона Hell’s Angels: The Strange and Terrible Saga of the Outlaw Motorcycle Gangs (1966), која је детаљно описала живот унутар ових група.

### Филмови 1960-их
Године 1965, редитељ Рус Мајер снимио је Motorpsycho (такође познат као Motor Psycho), мање познат филм о злокобној бајкерској банди коју предводи поремећени ветеран из Вијетнамског рата. Већ 1966. године, American International Pictures (AIP) издао је The Wild Angels са Питером Фондом, Брусом Дерном и Ненси Синатром. Овај филм, намењен тинејџерској публици на аутокино пројекцијама, постигао је неочекиван успех и тиме утро пут новом поджанру експлоатационих филмова.
AIP је доминирао овим тржиштем и брзо избацио полунаставак Devil's Angels, у којем је играо глумац и редитељ Џон Касаветес, као и The Glory Stompers (1967) са Денисом Хопером у главној улози.
Током 1968. године, AIP је продуцирао The Mini-Skirt Mob, Angels from Hell и The Savage Seven (филмски деби Пени Маршал као глумице и редитељке). Компанија је наставила с продукцијом пет нових филмова о бајкерским бандама: Hell’s Belles (1969), Hell’s Angels '69 (1969), Angel Unchained (1970), The Hard Ride (1971) и Chrome and Hot Leather (1971).
AIP је такође сарађивао са студиом Fanfare Films на филму The Born Losers (1967). Fanfare је самостално продуцирао Hells Angels on Wheels (1967) са Џеком Николсоном, као и Run, Angel, Run! (1969), Wild Wheels (1969) и Nam’s Angels (1970).
Мали независни студији почели су да снимају десетине нискобуџетних бајкерских филмова, све док тренд није почео да јењава почетком 1970-их. Компанија Crown International продуцирала је и/или дистрибуирала филмове Wild Rebels (1967), The Hellcats (1968), The Sidehackers (1969), Wild Riders (1971) и Pink Angels (1972). Independent-International Pictures Corp. снимио је три филма овог жанра под редитељском палицом Ала Адамсона – Satan’s Sadists (1969), Hell’s Bloody Devils (1970) и Angels’ Wild Women (1972).
Филм The Rebel Rousers (снимљен 1967, издат 1970) представио је Џека Николсона, Бруса Дерна и Харија Дина Стентона. Дерн је такође играо садистичког вођу банде у The Cycle Savages (1970).
Године 1969, Питер Фонда, Денис Хопер и Николсон удружили су снаге у класичном „хипи-бајкерском“ филму Голи у седлу, који је био антипод насилним филмовима о бајкерским бандама.
Сони Баргер, оснивач оукландског огранка Анђела пакла, био је консултант на више филмова. Он и други чланови банде појавили су се као статисти у Hells Angels on Wheels и Hell’s Angels ‘69. Анђели пакла су такође играли банду под називом Las Vegas Hotdoggers у филму Роџера Кормана Naked Angels (1969) са Мајклом Грином у главној улози.

### The Born Losers
Филм The Born Losers (1967) представио је лик Билија Џека, којег тумачи Том Лафлин. Пошто није успео да пронађе продукцију за свој сценарио Billy Jack, Лафлин је одлучио да искористи популарност бајкерских филмова тог периода и сними The Born Losers, што му је коначно омогућило да 1971. сними Billy Jack. Причу је инспирисао низ стварних извештаја о томе како је бајкерска група Анђели пакла терорисала једну заједницу у Калифорнији. Да би уштедели на трошковима, једна каскадерска сцена – мотор који се забија у језеро – преузета је из комедије The Ghost in the Invisible Bikini (1966), такође у продукцији AIP-а.
Овај филм је значајан и због своје друштвене критике, као и због приказа бајкерске банде као силе чистог, непоправљивог зла. Први пут се појављује усамљени јунак који одлучује да им се супротстави и на крају их порази. До тада, већина бајкерских филмова следила је шаблон филма Дивљак (1953), у којем је неки члан банде – било вођа са сумњама или новајлија – на крају одбацивао тај начин живота. Добри примери су лик Питера Фонде у The Wild Angels (1966), Џек Николсон у Hells Angels on Wheels (1967) и Џо Намејт у C.C. and Company (1970).
Џек Старет је у The Born Losers играо улогу оштрог полицајца, што је лик који је поновио у филмовима Hells Angels on Wheels и Angels from Hell (1968). Такође је глумио у Hell’s Bloody Devils (1970) и режирао Run, Angel, Run (1969). У филму Nam’s Angels (1970) бајкери су представљени као патриотски хероји који су послати у Вијетнам на спасилачку мисију.

### Новитети у бајкерским филмовима
Појавило се и неколико необичних филмова са женским бајкерским бандама, попут The Hellcats (1967), She-Devils on Wheels (1968), The Mini-Skirt Mob (1968) са Шери Џексон и Харијем Дином Стентоном, Sisters in Leather (1969), Angels’ Wild Women (1972), Cycle Vixens (1978) и Chrome Angels (2009).
Филм The Pink Angels (1971) доноси помало пародичну причу о банди хомосексуалних бајкера који се спуштају низ обалу како би присуствовали балу у женској одећи. Bury Me an Angel (1972) је прича о освети са женским бајкером у главној улози, а такође је режиран од стране жене. Филм Angels’ Wild Women (1972) фокусиран је на групу немилосрдних бајкерки које доминирају над мушкарцима и на крају крећу у осветнички поход. Првобитна прича (и наслов Screaming Angels) промењени су када су продуценти схватили да биоскопи више нису заинтересовани за класичне бајкерске филмове. Инспирисани успехом Роџера Кормана са филмом The Big Doll House (1971), који је доносио насилне приче о женама у затвору, одлучили су да додају сцене са агресивним женским бајкеркама и чак убаце глумицу која личи на Пем Гријер. Ова измена се исплатила, јер је филм постигао велики успех на благајнама.
У Јапану, женски бајкерски филмови постали су популарни почевши од Alleycat Rock: Female Boss (1970), који је био део ширег тренда унутар sukeban (делинквентске девојке) поджанра Toei студија. Овај серијал настављен је филмовима Stray Cat Rock: Wild Jumbo, Stray Cat Rock: Sex Hunter, Stray Cat Rock: Machine Animal и Alleycat Rock: Crazy Riders ‘71. Сличан низ експлоатационих филмова укључује Delinquent Girl Boss: Ballad of the Yokohama Hoods (1971), Girl Boss: Queen Bee Strikes Again (1971) и Girl Boss Guerilla (1972).

### Од 1970-их до данас
Године 1970, Роџер Корман је напустио AIP и основао New World Pictures, који је произвео Angels Die Hard (1970), Angels Hard as They Come (1971) и Bury Me an Angel (1971).
Како је тренд почињао да опада, редитељи су почели да комбинују бајкерске филмове са хорором, што је довело до настанка филмова попут Werewolves on Wheels (1971) и Blood Freak (1972). Британски хорор филм Psychomania (1971) прати бајкерску банду која склапа пакт са ђаволом како би стекла бесмртност.
Црначке бајкерске банде појавиле су се у неколико blaxploitation филмова као што су The Black Angels (1970) и The Black Six (1974).
Бајкерска субкултура снажно је утицала на култни аустралијски филм Побеснели Макс (1979, режија Џорџ Милер, главна улога Мел Гибсон), који је инспирисао чак и стварни феномен „survival bikes“.
До касних 1980-их, овај некада контроверзни жанр постао је предмет ироније и хумора, што се видело у хорор-комедијама као што су Chopper Chicks in Zombietown (1989), I Bought a Vampire Motorcycle (1990) и Biker Zombies (2001).
Филм Beyond the Law (1992) заснован је на истинитој причи о тајном полицајцу Дану Саксону (Чарли Шин), који инфилтрира криминалну бајкерску банду.
Бајкерска култура наставила је да инспирише филмове и ТВ серије, укључујући Biker Boyz (2003), Torque (2004), Hell Ride (2008, продукција Квентина Тарантина), Синови анархије (2008–2014) и Mayans M.C. (2018–2023).
Филм The Bikeriders (2023), инспирисан фото-књигом Денија Лајона, прати фиктивну верзију клуба Outlaws MC из 1960-их и 70-их.

## Културне референце и пародије
Након објављивања филма The Wild One (1953), имиџ мотоциклистичке банде, посебно лик Марлона Бранда, инспирисао је многе имитаторе и сатире у филмовима и телевизијским емисијама.

### Филм
Od 1963. do 1966. године, American International Pictures продуцирао је сероју од седам филмова из Beach Party franšize. У свим, осим једном, Харви Лембек је пародирао Марлона Бранда у улози Ерика фон Ципера, неспособног вође мото-банде The Rat Pack. Ови филмови су: Beach Party (1963), Bikini Beach и Pajama Party (оба из 1964), Beach Blanket Bingo и How to Stuff a Wild Bikini (оба из 1965), те The Ghost in the Invisible Bikini (1966).
Филм The Horror of Party Beach (1964), који представља мешавину хорора и beach party жанра, укључује и мотоциклистичку банду, највероватније инспирисану популарним AIP плажним филмовима.
У филму The Owl and the Pussycat (1970), глумица (Барбара Стрејсенд) снима еротски филм под називом Cycle Sluts. Постери испред биоскопа приказују њу и мотористе у БДСМ кожним костимима.
Филм Every Which Way but Loose (1978) приказује Џона Квејда у улози Чоле, вође неспретне мотоциклистичке банде Black Widows, која се у више наврата неславно сукобљава са главним јунаком Филом Бедоом (Клинт Иствуд).

### Музика
Женска поп група The Shangri-Las остварила је хит број 1 са песмом Leader of the Pack (1964), која говори о вођи мотоциклистичке банде.
Инструментална рок песма Blue’s Theme, која почиње звуком мотора, нашла се на саундтреку филма The Wild Angels. Компоновали су је Дејви Алан и The Arrows, а постала је хит 1967. године.

### Телевизија
- The Beverly Hillbillies („The Clampetts Go Hollywood”, 1963) – Џетро набавља мотор и опонаша Бранда из филма Дивљак.
- Зона сумрака („Black Leather Jackets”, 1964) – група ванземаљаца, маскирана у мотоциклистичку банду, стиже у амерички градић.
- Породица Адамс („The Addams Family Meets a Beatnik”, 1965) – побегли бунтовник пада са мотора испред куће Адамсових, који га прихватају, што доводи до његовог помирења с оцем.
- The Munsters („Hot Rod Herman”, 1965) – Херман се облачи у кожну јакну и имитира Бранда у причи о тркама.
- The Dick Van Dyke Show („Br-rooom, Br-rooom”, 1965) – Роб купује мотор, сусреће мотоциклистичку банду и скоро завршава у затвору.
- I Spy („Trial by Treehouse”, 1966) – Роберт Калп глуми вођу мотористичке банде у стилу Бранда.
- Lost in Space („Collision of the Planets”, 1967) – Робинсонови се суочавају са међупланетарном бандом мотоциклиста.
- Get Smart („The Mild Ones”, 1967) – пародија на жанр, приказује писмену банду бајкера који себе виде као савремене витезове.
- The Monkees („The Wild Monkees”, 1967) – момци се претварају да су бајкери како би импресионирали четири опасне бајкерке, али наилазе на њихове момке – чланове банде Black Angels.
- Petticoat Junction („One of Our Chickens Is Missing”, 1969) – двојица опасних бајкера застрашују локалног чувара природе.
- The Mod Squad („A Town Called Sincere”, 1970) – Пит и Линк наилазе на мотоциклистичку банду која терорише мексички градић.
- The Partridge Family („A Man Called Snake”, 1971) – Лори Партиџ накратко излази са чланом банде The Rogues, који је груб, али осетљив. Поново се појављује у епизоди „A Penny for His Thoughts” (1972).
- The Mod Squad („The Thundermakers”, 1972) – један младић се придружује мотористичкој банди како би учествовао у пљачки очеве фирме.
- Mannix („A Way to Dusty Death”, 1973) – Маникс истражује нестанак тинејџера повезаног са мотоциклистичком бандом.
- Уживо суботом увече (14. фебруар 1976) – Џон Белуши и Питер Бојл у „Dueling Brandos” скечу.
- Уживо суботом увече (18. новембар 1978) – Џон Белуши пародира лик Ерика фон Ципера у скечу „Beach Blanket Bimbo from Outer Space” са Кери Фишер.
- The Rockford Files („The Return of the Black Shadow”, 1979) – омаж бајкерским филмовима 1960-их.
- CHiPs („Satan’s Angels”, 1980) – официр Бони Кларк бива отета од стране мотористичке банде.
- Уживо суботом увече (20. фебруар 1982) – у скечу „The Mild One”, Брус Дерн глуми вођу банде који користи филозофију уместо насиља.
- T.J. Hooker („Hooker’s War”, 1982) – Хукер прати банду која тргује оружјем.
- Пороци Мајамија („Viking Bikers from Hell”, 1987) – прича о освети у свету насилних мотоциклистичких банди.